# Усть-Сысольский городской общественный банк
Усть-Сысольский городской общественный банк — российский коммерческий банк. Первый банк, созданный в Усть-Сысольске (ныне — Сыктывкар) и единственный банк, существовавший на территории Коми края в 1865—1918 годах.

## История
В течение почти 90 лет после образования Усть-Сысольского уезда единственным финансовым органом, находившимся на его территории, было уездное казначейство. Однако в функции казначейства не входило выполнение банковских операций, и прежде всего выдача ссуд.
27 февраля 1851 года по инициативе купца И. М. Новосёлова для обсуждения вопроса о создании в городе банка состоялось собрание усть-сысольских купцов и мещан. В городскую думу было подано ходатайство об учреждении банка, капитал которого должен был быть составлен из средств, пожертвованных ранее на благотворительные цели. Ходатайство, одобренное городскими властями, было направлено на согласование вологодскому губернатору. Однако проект был возвращён на доработку. В 1852 году Новосёлов скончался. В своём завещании он указал: «Когда в здешнем городе откроется общественный банк, то в оный взнести моего капитала 500 рублей серебром».
Второе ходатайство, поданное в 1860 году, также было отклонено вологодским губернатором, как не соответствующее Правилам о городских банках. Исправление недостатков заняло достаточно много времени и осложнялось тем, что некоторые необходимые документы сгорели при пожаре в 1812 году. Третье ходатайство было одобрено губернскими властями, однако оно сгорело в мае 1862 года во время пожара в Министерстве внутренних дел Российской империи.
25 января 1863 года собрание горожан подало новое ходатайство городским властям. Согласование шло долго, и в сентябре 1864 года вновь пришлось созывать собрание для рассмотрения присланных из канцелярии губернатора документов. Наконец в апреле 1865 года Сенат разрешил открыть в Усть-Сысольске общественный банк.
Разрешение на открытие банка предусматривало следующие условия:
- капитал банка составлялся из 10 000 рублей, пожертвованных жителями города,
- банку разрешалось проводить операции: приём вкладов, учёт векселей, выдача ссуд под залог ценных бумаг,
- 2⁄3 прибыли банка употребляются на предмет общественного призрения и воспитания, 1⁄3 присоединяется к основному капиталу[2].

Деятельность банка находилась под контролем выбиравшихся представителей усть-сысольского общества. Первым директором банка, с 1865 по 1870 год, был купец Михаил Николаевич Латкин.
Затем пост директора занимали:
- Матвей Акинфорович Суворов[5],
- Василий Петрович Оплеснин[6],
- Василий Михайлович Вежев[7],
- Харлампий Иванович Цивилев[8].

Банк сыграл положительную роль в развитии экономики города и региона, однако, в связи с незначительным размером капитала, купцам нередко приходилось брать ссуды не в «своём» банке, а у иногородних представителей крупного торгового капитала. Банк входил в число 98 банков (из 238 общественных банков России) с самой низкой средней суммой остаточного капитала. В период с 1867 по 1886 год самая высокая сумма годовых оборотов составляла 34 400 рублей.
К 1896 году капитал банка вырос почти на 40 % и составил 13 957 рублей 99 копеек. Годовая сумма оборотов банка составила 40 000 рублей. К 1904 году капитал банка составил 19 973 рубля 29 копеек. В 1896—1915 годах банк увеличил сумму оборотов в 1,8 раза.
Декретом ВЦИК РСФСР от 14 декабря 1917 года «О национализации банков» банковское дело объявлялось государственной монополией, а банки подлежали объединению с Государственным банком. После установления в 1918 году советской власти в Усть-Сысольске банк был ликвидирован, но не путём объединения с отделением Государственного банка (которого в Усть-Сысольске не было), а путём передачи его функций уездному казначейству, а позже — уездному финансовому отделу.
Следующие 5 лет на территории Коми края не было ни одного банка, и только в 1923 году было создано Усть-Сысольское отделение Государственного банка РСФСР.